# Districte de Dunajská Streda
El districte de Dunajská Streda - (eslovac) Okres Dunajská Streda - és un dels 79 districtes d'Eslovàquia. Es troba a la regió de Trnava. Té una superfície de 1.074,59 km², i el 2013 tenia 117.884 habitants. La capital és Dunajská Streda.

## Demografia
| Godina             | 1994    | 2004    | 2014    | 2024    |
| ------------------ | ------- | ------- | ------- | ------- |
| Nombre de persones | 110.887 | 114.217 | 118.499 | 127.827 |
| Diferència         |         | +3,00%  | +3,74%  | +7,87%  |

| Godina             | 2023    | 2024    |
| ------------------ | ------- | ------- |
| Nombre de persones | 127.025 | 127.827 |
| Diferència         |         | +0,63%  |

## Llista de municipis

### Ciutats
- Dunajská Streda
- Šamorín
- Veľký Meder

### Pobles
Báč | Baka | Baloň | Bellova Ves | Blahová | Blatná na Ostrove | Bodíky | Boheľov | Čakany | Čenkovce | Čiližská Radvaň | Dobrohošť | Dolný Bar | Dolný Štál | Dunajský Klátov | Gabčíkovo | Holice | Horná Potôň | Horné Mýto | Horný Bar | Hubice | Hviezdoslavov | Jahodná | Janíky | Jurová | Kľúčovec | Kostolné Kračany | Kráľovičove Kračany | Kútniky | Kvetoslavov | Kyselica | Lehnice | Lúč na Ostrove | Macov | Mad | Malé Dvorníky | Medveďov | Mierovo | Michal na Ostrove | Nový Život | Ňárad | Ohrady | Okoč | Oľdza | Orechová Potôň | Padáň | Pataš | Potônske Lúky | Povoda | Rohovce | Sap | Štvrtok na Ostrove | Topoľníky | Trhová Hradská | Trnávka | Trstená na Ostrove | Veľká Paka | Veľké Blahovo | Veľké Dvorníky | Vieska | Vojka nad Dunajom | Vrakúň | Vydrany | Zlaté Klasy
1. 1 2  «Počet obyvateľov podľa pohlavia - obce (ročne) [om7102rr_obce=AREAS_SK]».   Statistical Office of the Slovak Republic, 31-03-2025. [Consulta: 31 març 2025].